# Utopia (banda brasileira)
Utopia foi uma banda brasileira de rock criada em 1989 na cidade de Guarulhos, estado de São Paulo, pelos músicos Dinho (vocais), Bento Hinoto (guitarra e vocais de apoio), Sérgio Reoli (bateria e vocais de apoio), Samuel Reoli (baixo e vocais de apoio) e Márcio Araújo (teclado).
A Utopia lançou apenas um álbum de estúdio, que leva o mesmo nome do grupo. Tal álbum teve uma tiragem de mil cópias mas vendeu apenas cem. Estiveram em atividade até 1994, quando alteraram o nome e estilo, originando a banda Mamonas Assassinas.

## História

### 1989–93: Origem e discoUtopia
O Utopia surgiu em março de 1989, quando Alberto Hinoto (que mais tarde adotaria o nome artístico de Bento) e os irmãos Samuel e Sérgio Reoli decidiram formar uma banda. Alberto seria guitarrista no conjunto, enquanto Sérgio se tornou baterista e Samuel baixista. Durante um show realizado em Julho de 1990 no Parque Cecap, um conjunto habitacional de Guarulhos, o público solicitou que o trio executasse a canção "Sweet Child o' Mine", da banda norte-americana Guns N' Roses. Como desconheciam a letra, pediram a um dos espectadores que subisse ao palco para ajudá-los. Dinho ofereceu-se e sua performance escrachada garantiu-lhe o posto de vocalista do Utopia.
Em 1990, por intermédio de Sérgio, o tecladista Márcio Araújo é inserido no grupo. O último integrante a entrar para o Utopia foi Júlio Rasec. Júlio era amigo de Dinho e foi incorporado para auxiliá-lo nas músicas cover em inglês, além de atuar como percussionista e realizar consertos de fios e cabos dos equipamentos da banda, quando necessário.
Em 1992, a banda conhece o produtor Rick Bonadio e, em seu estúdio, produzem seu homônimo primeiro e único disco independente, com as músicas "Horizonte Infinito", "Utopia 2", "Inconsciência", "O Outro Lado", "Joelho" e "Sabedoria". Com tiragem de mil cópias, o disco foi um grande fracasso comercial, vendendo pouco mais de 100 cópias.

### 1994: Mudança para Mamonas Assassinas
O Utopia passou a apresentar-se na periferia de São Paulo com o lançamento do disco que vendeu menos de 200 cópias. Aos poucos,  os integrantes começaram a perceber que as palhaçadas e músicas de paródia eram mais bem recebidas pelo público do que os covers e as músicas sérias. Começaram introduzindo algumas paródias musicais, com receio da aceitação do público.
Em um show na boate Lua Nua, em Guarulhos, conheceram o produtor João Augusto, na época vice-presidente da EMI, cujo filho Rafael Ramos se tornou um grande fã da banda ao ouvir a demo inicialmente rejeitada pelo pai meses antes. Pouco antes, com a direção e produção de Bonadio, decidiram então mudar o perfil da banda, a começar pelo nome, "Mamonas Assassinas do Espaço", criado por Samuel Reoli e reduzido para "Mamonas Assassinas", repertório e estilo, que se tornou mais cômico e escrachado. Com o novo nome, a banda teve uma carreira meteórica de sucesso absoluto, interrompida por um acidente aéreo em 2 de março de 1996.
Um ano após o acidente dos Mamonas, é lançado de forma independente o CD A Fórmula do Fenômeno, sob coordenação de Mirella Zacanini (ex-namorada de Dinho), contendo todo o material de sessões de gravação realizadas em 1994 já no final do Utopia, com músicas novas que integrariam um futuro segundo disco e regravações de quase todas as músicas (exceto "Sabedoria") do disco de 1992, além de uma primeira versão de "Pelados em Santos", então intitulada "Mina".
A canção "Joelho" chegou a ser regravada para o primeiro álbum de estúdio dos Mamonas, porém, foi excluída do disco. Em 1998, dois anos depois da morte dos integrantes do grupo, a regravação foi lançada no álbum póstumo Atenção, Creuzebek: A Baixaria Continua.

## Formação
A banda Utopia era formada pelos seguintes membros:

### Dinho
Alecsander "Dinho" Alves Leite era o vocalista e violonista da banda, que se juntou ao grupo em um show.

### Bento Hinoto
Alberto Hinoto, mais tarde conhecido por Bento Hinoto, era o guitarrista e backing vocal da banda. 

### Samuel Reoli
Samuel "Reoli" Reis de Oliveira era o baixista e backing vocal da banda, trazido para o grupo pelo irmão Sérgio.

### Sérgio Reoli
Sérgio Reis de Oliveira era o baterista e backing vocal da banda.

### Márcio Araújo
Márcio Cardoso de Araújo, também chamado de "O Sexto Mamonas", era o tecladista da banda. Foi trazido pelo amigo Sérgio, que também namorava sua vizinha. Na época, cursava engenharia civil na Universidade Guarulhos, e a rotina de ensaios e viagens tornou-se um obstáculo para seus estudos e projetos profissionais. Por conta disso, ele passou a faltar nos ensaios de sábado quando havia aulas na faculdade e nas viagens em dias úteis. Pelo mesmo motivo, não chegou a gravar nenhuma das faixas do disco Utopia, embora apareça na fotografia da capa.
Depois que saiu da Utopia em 1992, trabalhou em diversas incorporadoras, e acabou sendo o único membro sobrevivente depois do acidente de avião que matou os outros cinco. Ainda assim continuou tendo ocasionais incursões musicais, acompanhando uma cantora de música sertaneja, tendo outras bandas de pop rock, tocando em bares, praças de alimentação de shoppings, festas e bailes de formatura, e em 2009 ia participar de um show  em tributo aos Mamonas. Em 2009, Márcio foi procurado pelo cinegrafista Cláudio Kahns para gravar um depoimento para o documentário Mamonas, o Doc.

### Júlio César Barbosa
Júlio César Barbosa (posteriormente conhecido como Júlio Rasec) era amigo do Dinho e foi incorporado na banda para fazer vocais em inglês, auxiliar o titular do microfone na pronúncia americana, quebrar um galho como percussionista e colocar em prática sua experiência como técnico em eletrônica para consertar fios e cabos quando necessário. Após Márcio Araújo sair da banda, ele passou a ser o tecladista e back vocal da banda. Quando a banda mudou o nome para Mamonas Assassinas, Júlio César passou a adotar o nome artístico de Júlio Rasec - ele era o único integrante que ainda não usava um nome artístico.

## Discografia

### Álbuns de estúdio

#### Utopia (1992)
Utopia foi o único álbum gravado pela banda, entre 1991 e 1992 e produzido por Rick Bonadio.
| Lado A |                      |                |         |  |
| N.º    | Título               | Compositor(es) | Duração |  |
| 1.     | "Horizonte Infinito" | Dinho          |         |  |
| 2.     | "Utopia"             | Sérgio         |         |  |
| 3.     | "Inconsciência"      | Samuel/Alberto |         |  |

| Lado B |              |                       |         |  |
| N.º    | Título       | Compositor(es)        | Duração |  |
| 4.     | "Outro Lado" | Samuel/Alberto/Sérgio |         |  |
| 5.     | "Joelho"     | Samuel                |         |  |
| 6.     | "Sabedoria"  | Sérgio/Samuel         |         |  |

#### A Fórmula do Fenômeno (1997)
A Fórmula do Fenômeno foi um disco póstumo, lançado em 1997, um ano após os Mamonas morrerem em um acidente aéreo, compilando todas as músicas gravadas à época do Utopia. Foi coordenado por Mirella Zacanini, ex-namorada do vocalista Dinho, que trabalhou com a banda por alguns anos como produtora, e cujo pai, Savério Zacanini, apresentou a banda diversas vezes em seu programa Sábado Show na Rede Record. O disco contém regravações do primeiro disco, e músicas que seriam de um segundo trabalho da banda.  Tem também duas faixas bônus, a primeira versão de "Pelados em Santos" (intitulada de "Mina (Minha Pitchulinha)"), e "Funk White (As Ideias)".
| N.º            | Título                   | Compositor(es)                    | Duração |  |
| 1.             | "Funk White"             | Dinho/Júlio/Samuel/Alberto/Sérgio | 2:16    |  |
| 2.             | "Em Algum Lugar"         | Dinho/Júlio/Samuel/Alberto/Sérgio | 2:00    |  |
| 3.             | "Joelho"                 | Samuel                            | 2:18    |  |
| 4.             | "Outro Lado Da Vida"     | Samuel/Alberto/Sérgio             | 3:50    |  |
| 5.             | "Horizonte Infinito"     | Dinho                             | 2:51    |  |
| 6.             | "Vento Frio"             | Dinho/Júlio/Samuel/Alberto/Sérgio | 2:23    |  |
| 7.             | "Utopia II"              | Sérgio                            | 3:19    |  |
| 8.             | "Venha Comigo"           | Dinho/Júlio/Samuel/Alberto/Sérgio | 1:28    |  |
| 9.             | "Loucas Idéias"          | Dinho/Júlio/Samuel/Alberto/Sérgio | 3:10    |  |
| 10.            | "Qual A Distância"       | Dinho/Júlio/Samuel/Alberto/Sérgio | 2:46    |  |
| 11.            | "Inconsciência"          | Samuel/Alberto                    | 3:10    |  |
| 12.            | "Mina"                   | Dinho                             | 3:51    |  |
| 13.            | "Funk White (As Idéias)" | Dinho/Júlio/Samuel/Alberto/Sérgio | 2:18    |  |
| Duração total: | Duração total:           | Duração total:                    | 36:00   |  |